# Лаури, Мигель Анхель
Мигель А́нхель Лаури (исп. Miguel Ángel Lauri; 29 августа 1908, Сарате — 26 сентября 1994, Ла-Плата), во Франции выступал под именем Мишель Лаури (фр. Michel Lauri) — аргентинский и французский футболист, правый нападающий.

## Карьера
Мигель Лаури родился в семье потомков выходцев из Европы. Его дед прибыл из Франции страны и имел фамилию Ларр (фр. Larroi), но был неправильно записан и стал Лаури. Мигель Анхель начал карьеру в возрасте 16 лет в клубе «Эстрелья де Бериссо». В 1925 году он перешёл в «Эстудиантес», а на следующий год дебютировал в основе команды в матче с «Ривер Плейтом». В том же году он забил первый мяч за клуб, поразив ворота клуба «Химнасия и Эсгрима». Лаури составил в «Эстудиантесе» одну из самых знаменитых линий нападения в истории клуба, состоявшую из Альберто Сосаи, Мануэля Феррейры, Энрике Гуайты, Алехандро Скопелли и самого Мигеля Анхеля. Эту пятёрку форвардов прозвали «Лос Професорес». Наивысшим успехом клуба в тот период стало второе место, завоёванное в 1930 году. В 1931 году клуб «Бока Хуниорс» предложил за переход Лаури 12 тысяч  песо, но «Эстудиантес» ответил отказом. Всего за клуб с 1931 года он провёл по одним источникам 158 матчей и забил 42 гола, по другим — 155 матчей и 42 гола.
В 1936 году Лаури уехал на историческую родину своей семьи, присоединившись к «Сошо». В первый же год в клубе он занял второе место и выиграл Кубок Франции, где забил один из двух мячей своей команды 9 мая 1937 года в финальном матче со «Страсбуром». Годом позже он выиграл титул чемпиона Франции, хотя на турнире сыграл лишь одну игру, причиной чему была тяжёлая травма. Годом позже он сыграл все 30 матчей на турнире, но клуб занял лишь 5 место. Всего за «Сошо» Лаури провёл 69 матчей (59 встреч в чемпионате, а 10 в Кубке страны) и забил 11 голов (10 в чемпионате). Мигель Анхель уехал в Уругвай, где провёл два сыграл за «Пеньяроль». По некоторым данным он также выступал за клуб «Монтевидео Уондерерс».
После завершения игровой карьеры, Лаури поселился в Валентин Альсине, одной из частей муниципалитета Лануса, где работал на холодильной установке с заработной платой в 45 сентаво в час. Позже он недолго тренировал «Эстудиантес», работал техническим директором клуба «Спортиво Альсина». Уже после его смерти, «Эстудиантес» увековечил память игрока, назвав именем футболиста филиал своей детской футбольной школы в городе Бериссо. Его родственники также стали спортсменами: сын племянника Лаури — аргентинский теннисист Гастон Малакалса.

## Статистика

### Клубная
| Сезон     | Команда     | Чемпионат  | Чемпионат | Чемпионат | Кубок | Кубок |
| Сезон     | Команда     | Лига       | Игры      | Голы      | Игры  | Голы  |
| --------- | ----------- | ---------- | --------- | --------- | ----- | ----- |
| 1931      | Эстудиантес | Примера    | 32∨28     | 7         | —     | —     |
| 1932      | Эстудиантес | Примера    | 28∨32     | 8         | —     | —     |
| 1933      | Эстудиантес | Примера    | 32        | 7         | —     | —     |
| 1934      | Эстудиантес | Примера    | 29        | 9         | —     | —     |
| 1935      | Эстудиантес | Примера    | 30∨27     | 10        | —     | —     |
| 1936      | Эстудиантес | Примера    | 7         | 1         | —     | —     |
| 1936/1937 | Сошо        | Дивизион 1 | 28        | 4         | 6     | 1     |
| 1937/1938 | Сошо        | Дивизион 1 | 1         | 0         | 0     | 0     |
| 1938/1939 | Сошо        | Дивизион 1 | 30        | 6         | 4     | 0     |
| 1940      | Пеньяроль   | Примера А  | 19        | 8         | —     | —     |
| 1941      | Пеньяроль   | Примера А  | 16        | 4         | —     | —     |

Статистика матчей за «Эстудиантес» отличается в разных источниках. Через знак «∨» указаны оба варианта

### Международная

#### Аргентина
| Матчи Мигеля Лаури за сборную Аргентины | Матчи Мигеля Лаури за сборную Аргентины | Матчи Мигеля Лаури за сборную Аргентины | Матчи Мигеля Лаури за сборную Аргентины | Матчи Мигеля Лаури за сборную Аргентины | Матчи Мигеля Лаури за сборную Аргентины | Матчи Мигеля Лаури за сборную Аргентины |
| --------------------------------------- | --------------------------------------- | --------------------------------------- | --------------------------------------- | --------------------------------------- | --------------------------------------- | --------------------------------------- |
| №                                       | Дата                                    | Место проведения                        | Оппонент                                | Счёт                                    | Голы                                    | Турнир                                  |
| 1                                       | 20 сентября 1929                        | Монтевидео                              | Уругвай                                 | 1:2                                     | —                                       | Кубок Ньютона                           |
| 2                                       | 28 сентября 1929                        | Буэнос-Айрес                            | Уругвай                                 | 0:0                                     | —                                       | Кубок Липтона                           |
| 3                                       | 27 марта 1930                           | Рио-де-Жанейро                          | сборная Рио-де-Жанейро                  | 2:5                                     | —                                       | Товарищеский матч                       |
| 4                                       | 28 марта 1930                           | Сан-Паулу                               | сборная Сан-Паулу                       | 1:8                                     | —                                       | Товарищеский матч                       |
| 5                                       | 13 июля 1930                            | Буэнос-Айрес                            | Бока Хуниорс                            | 3:1                                     | —                                       | Товарищеский матч                       |
| 6                                       | 21 января 1933                          | Монтевидео                              | Уругвай                                 | 1:2                                     | —                                       | Товарищеский матч                       |
| 7                                       | 5 февраля 1933                          | Авельянеда                              | Уругвай                                 | 4:1                                     | —                                       | Товарищеский матч                       |
| 9                                       | 14 декабря 1933                         | Монтевидео                              | Уругвай                                 | 1:0                                     | —                                       | Товарищеский матч                       |
| 10                                      | 6 января 1935                           | Лима                                    | Чили                                    | 4:1                                     | 1                                       | Чемпионат Южной Америки                 |
| 11                                      | 20 января 1935                          | Лима                                    | Перу                                    | 4:1                                     | —                                       | Чемпионат Южной Америки                 |
| 12                                      | 27 января 1935                          | Лима                                    | Уругвай                                 | 0:3                                     | —                                       | Чемпионат Южной Америки                 |
| 13                                      | 18 июля 1935                            | Монтевидео                              | Уругвай                                 | 1:1                                     | —                                       | Кубок Эктора Гомеса                     |
| 14                                      | 15 августа 1935                         | Авельянеда                              | Уругвай                                 | 3:0                                     | —                                       | Кубок Хуана Миньябуру                   |
| 15                                      | 20 июня 1935                            | Авельянеда                              | сборная Росарио                         | 2:2                                     | —                                       | Товарищеский матч                       |
| 16                                      | 7 июля 1935                             | Авельянеда                              | Атлетико Мадрид и Эспаньол              | 2:2                                     | —                                       | Товарищеский матч                       |
| 17                                      | 14 июля 1935                            | Буэнос-Айрес                            | Атлетико Мадрид и Эспаньол              | 1:0                                     | —                                       | Товарищеский матч                       |

#### Франция
| Матчи Мигеля Лаури за сборную Франции | Матчи Мигеля Лаури за сборную Франции | Матчи Мигеля Лаури за сборную Франции | Матчи Мигеля Лаури за сборную Франции | Матчи Мигеля Лаури за сборную Франции | Матчи Мигеля Лаури за сборную Франции | Матчи Мигеля Лаури за сборную Франции |
| ------------------------------------- | ------------------------------------- | ------------------------------------- | ------------------------------------- | ------------------------------------- | ------------------------------------- | ------------------------------------- |
| №                                     | Дата                                  | Место проведения                      | Оппонент                              | Счёт                                  | Голы                                  | Турнир                                |
| 1                                     | 23 мая 1937                           | Коломб                                | Ирландия                              | 0:2                                   | —                                     | Товарищеский матч                     |

## Достижения
- Чемпион Франции: 1937/1938
- Обладатель Кубка Франции: 1937